# Desa Mojopuro (administrativ by i Indonesien, lat -7,90, long 111,08)
Desa Mojopuro är en administrativ by i Indonesien.   Den ligger i provinsen Jawa Tengah, i den västra delen av landet, 500 km öster om huvudstaden Jakarta.